# Grand Prix Japonska 2018
Grand Prix Japonska 2018 (oficiálně Formula 1 2018 Honda Japanese Grand Prix) se jela na okruhu Suzuka Circuit v Suzuce v Japonsku dne 7. října 2018. Závod byl sedmnáctým v pořadí v sezóně 2018 šampionátu Formule 1.

## Kvalifikace
| Poř.                       | No. | Jezdec            | Konstruktér               | Časy v kvalifikaci | Časy v kvalifikaci | Časy v kvalifikaci | Pořadí na startu |
| Poř.                       | No. | Jezdec            | Konstruktér               | Q1                 | Q2                 | Q3                 | Pořadí na startu |
| -------------------------- | --- | ----------------- | ------------------------- | ------------------ | ------------------ | ------------------ | ---------------- |
| 1                          | 44  | Lewis Hamilton    | Mercedes                  | 1:28.702           | 1:28.017           | 1:27.760           | 1                |
| 2                          | 77  | Valtteri Bottas   | Mercedes                  | 1:29.297           | 1:27.987           | 1:28.059           | 2                |
| 3                          | 33  | Max Verstappen    | Red Bull Racing-TAG Heuer | 1:29.480           | 1:28.849           | 1:29.057           | 3                |
| 4                          | 7   | Kimi Räikkönen    | Ferrari                   | 1:29.631           | 1:28.595           | 1:29.521           | 4                |
| 5                          | 8   | Romain Grosjean   | Haas-Ferrari              | 1:29.724           | 1:29.678           | 1:29.761           | 5                |
| 6                          | 28  | Brendon Hartley   | Scuderia Toro Rosso-Honda | 1:30.248           | 1:29.848           | 1:30.023           | 6                |
| 7                          | 10  | Pierre Gasly      | Scuderia Toro Rosso-Honda | 1:30.137           | 1:29.810           | 1:30.093           | 7                |
| 8                          | 31  | Esteban Ocon      | Force India-Mercedes      | 1:29.899           | 1:29.538           | 1:30.126           | 11               |
| 9                          | 5   | Sebastian Vettel  | Ferrari                   | 1:29.049           | 1:28.279           | 1:32.192           | 8                |
| 10                         | 11  | Sergio Pérez      | Force India-Mercedes      | 1:30.247           | 1:29.567           | 1:37.229           | 9                |
| 11                         | 16  | Charles Leclerc   | Sauber-Ferrari            | 1:29.706           | 1:29.864           |                    | 10               |
| 12                         | 20  | Kevin Magnussen   | Haas-Ferrari              | 1:30.219           | 1:30.226           |                    | 12               |
| 13                         | 55  | Carlos Sainz Jr.  | Renault                   | 1:30.236           | 1:30.490           |                    | 13               |
| 14                         | 18  | Lance Stroll      | Williams-Mercedes         | 1:30.317           | 1:30.714           |                    | 14               |
| 15                         | 3   | Daniel Ricciardo  | Red Bull Racing-TAG Heuer | 1:29.806           | Bez času           |                    | 15               |
| 16                         | 27  | Nico Hülkenberg   | Renault                   | 1:30.361           |                    |                    | 16               |
| 17                         | 35  | Sergej Sirotkin   | Williams-Mercedes         | 1:30.372           |                    |                    | 17               |
| 18                         | 14  | Fernando Alonso   | McLaren-Renault           | 1:30.573           |                    |                    | 18               |
| 19                         | 2   | Stoffel Vandoorne | McLaren-Renault           | 1:31.041           |                    |                    | 19               |
| 20                         | 9   | Marcus Ericsson   | Sauber-Ferrari            | 1:31.213           |                    |                    | 20               |
| 107% času vítěze: 1:34.911 |     |                   |                           |                    |                    |                    |                  |
| Zdroj:                     |     |                   |                           |                    |                    |                    |                  |

Poznámky
1. ↑  Esteban Ocon obdržel trest posunu o 3 místa vzad kvůli nedostatečnému zpomalení během červených vlajek ve třetím tréninku.
2. ↑  Marcus Ericsson obdržel trest posunu o 15 míst vzad - 10 míst kvůli výměně pohonné jednotky a 5 míst kvůli neplánované výměně převodovky.

## Závod
| Poř.   | No. | Jezdec            | Konstruktér               | Počet kol | Čas/Odstoupení      | Pořadí na startu | Body |
| ------ | --- | ----------------- | ------------------------- | --------- | ------------------- | ---------------- | ---- |
| 1      | 44  | Lewis Hamilton    | Mercedes                  | 53        | 1:27:17.062         | 1                | 25   |
| 2      | 77  | Valtteri Bottas   | Mercedes                  | 53        | +12.919             | 2                | 18   |
| 3      | 33  | Max Verstappen    | Red Bull Racing-TAG Heuer | 53        | +14.295             | 3                | 15   |
| 4      | 3   | Daniel Ricciardo  | Red Bull Racing-TAG Heuer | 53        | +19.495             | 15               | 12   |
| 5      | 7   | Kimi Räikkönen    | Ferrari                   | 53        | +50.998             | 4                | 10   |
| 6      | 5   | Sebastian Vettel  | Ferrari                   | 53        | +1:09.873           | 8                | 8    |
| 7      | 11  | Sergio Pérez      | Force India-Mercedes      | 53        | +1:19.379           | 9                | 6    |
| 8      | 8   | Romain Grosjean   | Haas-Ferrari              | 53        | +1:27.198           | 5                | 4    |
| 9      | 31  | Esteban Ocon      | Force India-Mercedes      | 53        | +1:28.055           | 11               | 2    |
| 10     | 55  | Carlos Sainz Jr.  | Renault                   | 52        | +1 kolo             | 13               | 1    |
| 11     | 10  | Pierre Gasly      | Scuderia Toro Rosso-Honda | 52        | +1 kolo             | 7                |      |
| 12     | 9   | Marcus Ericsson   | Sauber-Ferrari            | 52        | +1 kolo             | 20               |      |
| 13     | 28  | Brendon Hartley   | Scuderia Toro Rosso-Honda | 52        | +1 kolo             | 6                |      |
| 14     | 14  | Fernando Alonso   | McLaren-Renault           | 52        | +1 kolo             | 18               |      |
| 15     | 2   | Stoffel Vandoorne | McLaren-Renault           | 52        | +1 kolo             | 19               |      |
| 16     | 35  | Sergej Sirotkin   | Williams-Mercedes         | 52        | +1 kolo             | 17               |      |
| 17     | 18  | Lance Stroll      | Williams-Mercedes         | 52        | +1 kolo             | 14               |      |
| Ret    | 16  | Charles Leclerc   | Sauber-Ferrari            | 38        | Mechanická závada   | 10               |      |
| Ret    | 27  | Nico Hülkenberg   | Renault                   | 37        | Motor               | 16               |      |
| Ret    | 20  | Kevin Magnussen   | Haas-Ferrari              | 8         | Poškození po kolizi | 12               |      |
| Zdroj: |     |                   |                           |           |                     |                  |      |

## Průběžné pořadí po závodě
Pohár jezdců
|  | Pořadí | Jezdec           | Body |
|  | ------ | ---------------- | ---- |
|  | 1      | Lewis Hamilton   | 331  |
|  | 2      | Sebastian Vettel | 264  |
|  | 3      | Valtteri Bottas  | 207  |
|  | 4      | Kimi Räikkönen   | 196  |
|  | 5      | Max Verstappen   | 173  |

Pohár konstruktérů
|  | Pořadí | Konstruktér               | Body |
|  | ------ | ------------------------- | ---- |
|  | 1      | Mercedes                  | 538  |
|  | 2      | Ferrari                   | 460  |
|  | 3      | Red Bull Racing-TAG Heuer | 319  |
|  | 4      | Renault                   | 92   |
|  | 5      | Haas-Ferrari              | 84   |